# John Branch
Pour les articles homonymes, voir Branch.
John Branch, né le 4 novembre 1782 et mort le 3 janvier 1863, est un homme d'État américain. Sénateur, puis secrétaire à la Marine sous la présidence d'Andrew Jackson, il démissionne après l'affaire Petticoat. Il sera ensuite le dernier gouverneur du territoire de Floride.

## Source
- (en) Cet article est partiellement ou en totalité issu de l’article de Wikipédia en anglais intitulé « John Branch » (voir la liste des auteurs).